# Petrus Apianus
Petrus Apianus (Leisnig, 16 de abril de 1495 — Ingolstadt, 21 de abril de 1552), também conhecido como Peter Apian, foi um humanista alemão conhecido por seus trabalhos em matemática, astronomia e cartografia.

## Carreira
Seu trabalho sobre "cosmografia", o campo que tratava da terra e sua posição no universo, foi apresentado em suas publicações mais famosas, Astronomicum Caesareum (1540) e Cosmographicus liber (1524). Seus livros foram extremamente influentes em sua época, com as numerosas edições em vários idiomas sendo publicadas até 1609. A cratera lunar Apianus e o asteroide 19139 Apian foram nomeados em sua homenagem.

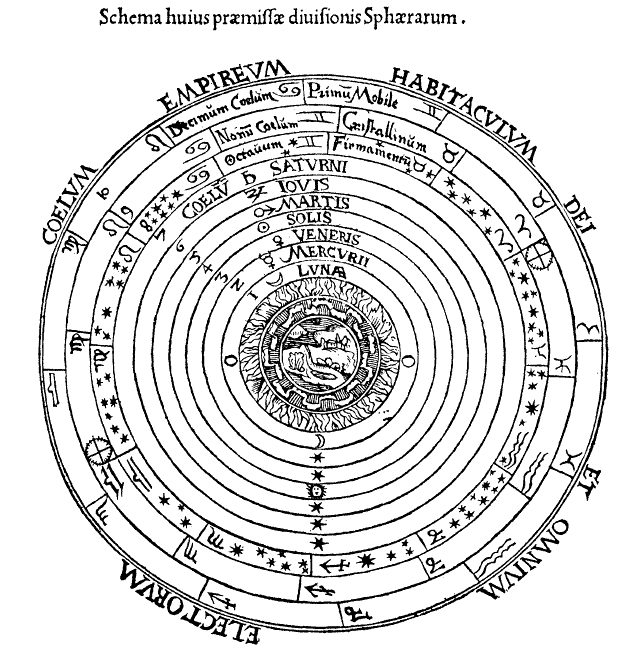
Cosmologia geocêntrica de Peter Apian em Cosmographia, 1524

## Trabalhos

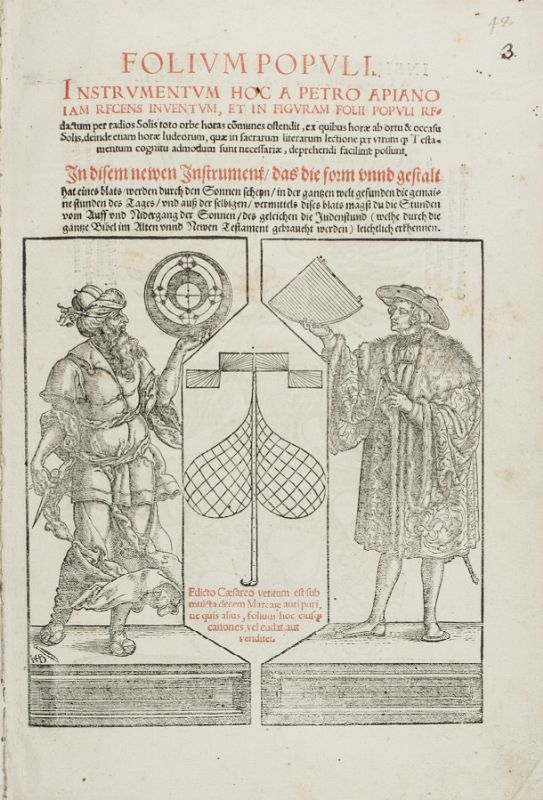
Folium populi, 1533

- Cosmographicus liber (em latim). Landshut: Johann Weissenburger. 1524[3] (também chamado Cosmographia)
  - Cosmographicus liber (em latim). Antwerpen: Jean Bellère (1. ; 1553-1595). 1584
- Ein newe und wolgegründete underweisung aller Kauffmanns Rechnung in dreyen Büchern, mit schönen Regeln und fragstücken begriffen, Ingolstadt 1527. Um manual de aritmética comercial; retratado na pintura Os Embaixadores de Hans Holbein, Hans Holbein, o jovem.
- Cosmographiae introductio, cum quibusdam Geometriae ac Astronomiae principiis ad eam rem necessariis, Ingolstadt 1529.[4]:4
- Ein kurtzer bericht der Observation unnd urtels des jüngst erschinnen Cometen..., Ingolstadt 1532. Sobre suas observações do cometa.
- Quadrans Apiani astronomicus, Ingolstadt 1532.[4]:90
- Horoscopion Apiani..., Ingolstadt 1533. On sundials.[4]:91
- Folium populi (em latim). Ingolstadt: Peter Apian. 1533
- Instrument Buch..., Ingolstadt 1533. Um livro científico sobre instrumentos astronômicos em alemão.[4]:97
- Instrumentum primi mobilis (em latim). Nürnberg: Johann Petreius. 1534. Em trigonometria, contém tabelas de seno.[4]:103
- Astronomicum Caesareum. Ingolstadt: [s.n.] 1540. p. 126